# 모기타테
모기타테(もぎたて!)은 NHK 종합 텔레비전에서 방영되고 있는 NHK 오카야마 방송국에서 제작하고 있는 프로그램이다.

## 방송 시간
- 매주 월~금 오후 6시 10분 ~ 7시(50분)

## 진행자
- 모치즈키 게이타: NHK 아나운서(2018년 4월 2일 - 2021년 3월 26일)
- 시오다 신지: NHK 아나운서(2023년 8월 14일・16일・17일・18일. 대타진행)